# Eugène Kouamé Lokossoué
Eugène Kouamé Lokossoué (* 12. Dezember 1985) ist ein ivorischer Radrennfahrer.
Eugène Kouamé Lokossoué gewann 2005 die sechste Etappe der Boucle du Coton nach Banfora. In der Saison 2007 gewann er eine Etappe bei der Tour du Togo sowie eine Etappe und die Gesamtwertung bei der Tour de l'Or Blanc. Bei der ivorischen Meisterschaft wurde er Zweiter im Einzelzeitfahren und er gewann das Straßenrennen. Außerdem gewann er zwei Etappen bei der Tour de l'Est International und wurde auch Erster der Gesamtwertung. 2010 gewann er eine Etappe de Tour du Cameroun.

## Erfolge
2005
- eine Etappe Boucle du Coton

2007
- Ivorischer Straßenradmeister

2010
- eine Etappe Tour du Cameroun